# Карлос Ромуло
Карлос Пен'я Ромуло (14 січня 1899, Камілінг, Тарлак, Філіппіни — 15 грудня 1985, Маніла, Філіппіни) — філіппінський політик і дипломат, міністр закордонних справ Філіппін (1968—1984).

## Біографія
У 1918 році закінчив Філіппінський університет, отримавши ступінь бакалавра мистецтв, у 1921 р. — Колумбійський університет, отримавши ступінь магістра мистецтв в області педагогіки, в 1935 р. захистив почесний ступінь доктора юридичних наук в університеті Нотр-Дам, штат Індіана; у 1946 р. — почесний ступінь доктора літератури в коледжі Роллінс, Флорида; у 1948 р. — почесний ступінь доктора філософії в Афінському університеті, Греція; і в квітні 1949 р. — почесний ступінь доктора права у Філіппінському університеті.
З 1931 р. на журналістській роботі.
У 1937—1941 рр. — видавець газет в Манілі.
у 1943—1944 рр. — секретар із питань інформації і громадських зв'язків в адміністрації президента Мануеля Кесона.
У 1944—1946 рр. — комісар-резидент Філіппін в Сполучених Штатах Америки.
У 1944—1945 рр. — виконувач обов'язків міністра державної просвіти.
Під час Другої Світової війни: особистий ад'ютант генерала Макартура. У вересні 1944 р. стає бригадним генералом. Брав участь у висадці в Лейті і звільненні Маніли.
Глава делегації Філіппін на першій сесії Генеральної Асамблеї Організації Об'єднаних Націй в Лондоні (січень-лютий 1946 рік) і на усіх подальших сесіях. В ході третьої чергової сесії в Парижі у вересні-грудні 1948 року і в Нью-Йорку в квітні 1949 року обирався головою спеціальних комітетів з політичних питань і питань безпеки. Обирався Головою четвертої чергової сесії, яка відкрилася 20 жовтня 1949 року в Нью-Йорку; підписав від Філіппін Бреттон-вудське угоду в 1945 році.
Делегат від Філіппін на Конференції Адміністрації Організації Об'єднаних Націй з питань допомоги і післявоєнного відновлення, що відбулася у березні 1940 року в Атлантик-Сіті; у 1946 році — глава делегації Філіппін на Лондонській конференції із зруйнованих районів. У березні-квітні 1948 року — глава делегації Філіппін і Голова Конференції Організації Об'єднаних Націй з питання про свободу інформації, Женева. У січні 1949 року делегат від Філіппін на Конференції, що відбулася в Делі, з Індонезії.
У 1950—1952 рр. — міністр закордонних справ Філіппін.
У 1952—1953 рр. — посол в США і постійний представник при ООН. У 1953 р. пішов з поста постійного представника в ООН і посла, щоб виставити свою кандидатуру на виборах президента країни, але зняв її на користь Рамона Магсайсая.
У 1954 р. призначений особистим послом президента Магсайсая у Вашингтоні і залишився на цій посаді при президентові Карлосі Гарсії. Велику частину того ж періоду був постійним представником Філіппін при ООН.
У 1962—1968 рр. — президент Філіппінського університету.
У 1968—1984 рр. — міністр закордонних справ Філіппін.

## Політична публіцистика
Автор театральних п'єс і підручників англійської мови. Основні твори:
- «Припливи і віпдливи на Далекому Сході» (Changing Tides in the Far East, 1928);
- «Реалістична переоцінка філіппінської проблеми» (A Realistic Re — examination of the Philippine Problem, 1934);
- «Я бачив падіння Філіппін» (I Saw the Fall of the Philippines, 1942);
- «Мати Америка» (Mother America, 1943);
- «Мої брати американці» (My Brother Americans, 1946);
- «Дивіться, як підіймаються Філіппіни» (See the Philippines Rise, 1946);
- «Єдині» (The United, 1951);
- «Розповідь про Магсайсає» (The Magsaysay Story, 1956);
- «Місія в Азії» (Mission to Asia, 1964).

У 1942 р. отримав Пулітцерівську премію в області журналістики за серію статей про передвоєнну поїздку по країнах Далекого Сходу.